# شرطة إسلامية

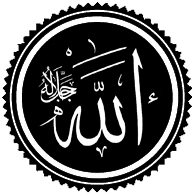

الشرطة الإسلامية أو المُطَوَّعون هي فرق رسمية تتبع شرطة الآداب الإسلامية؛ تفرض الالتزام الديني والآداب العامة نيابة عن السلطات الوطنية أو الإقليمية استنادًا إلى تفسيرها للشريعة. نشأت قوات الشرطة الدينية الإسلامية الحديثة لأول مرة في منتصف السبعينات؛ قبل ذلك، كانت إدارة الآداب العامة في معظم البلدان الإسلامية تعتبر مسألة اجتماعية دينية، وكانت تطبق من خلال تنفيذ القوانين المدنية أو من خلال وسائل غير رسمية.
تختلف مهام ومسؤوليات الشرطة الدينية الإسلامية باختلاف البلدان، ولكن على النقيض من تطبيق القوانين ضد جرائم مثل السرقة والقتل على أيدي قوات الشرطة التقليدية، تركز الشرطة الدينية الإسلامية أكثر على قضايا مثل منع استهلاك الكحول، واختلاط الرجال والنساء، وعزف الموسيقى، والتعبير العلني عن المشاعر، والممارسات الغربية مثل هدايا عيد الحب أو عيد الميلاد، والتأكيد على النساء (والرجال في بعض الحالات) ملتزمات بقواعد الزي الإسلامي، وأن المسلمين لا يفوتون حضور صلاة. يشار إليهم أحيانًا بكونهم قوات «شرطة شعبية» غالبًا ما تقدم الاستشهادات والتحذيرات، لكن في معظم البلدان لديهم صلاحيات مماثلة لضباط الشرطة الذين أدوا اليمين، بما في ذلك صلاحية الاعتقال.
تبرر هذه الممارسة عموما بالإشارة إلى مبدأ الحسبة، الذي يستند إلى الفرض القرآني بالأمر بالمعروف والنهي عن المنكر، وتشير إلى واجب المسلمين في الترويج للاستقامة الأخلاقية والتدخل عندما يتصرف مسلم آخر على نحو خاطئ. كان تنفيذ الشريعة، في عصر ما قبل الإسلام الحديث، معهودًا إلى موظف عمومي يدعى المحتسب (مفتش السوق)، الذي كان مكلفًا بمنع الاحتيال والإخلال بالنظام العام والمخالفات ضد الآداب العامة. أهمل البند الأخير المتعلق بالآداب العامة في الإسلام في بدايات العصور الوسطى، ولكن أعيد إحياء المنصب في المملكة العربية السعودية، وتأسس فيما بعد على شكل لجنة، بمساعدة قوة عسكرية من المتطوعين تركز على فرض الالتزام الديني. ظهرت مؤسسات مماثلة لاحقًا في عدة بلدان ومناطق أخرى.
أثارت منظمات الشرطة الدينية الإسلامية الجدل على الصعيدين المحلي والدولي. رغم أن هذه المؤسسات تسعى إلى الحصول على الدعم من التيارات المحافظة في الرأي العام، غير أن أنشطتها كثيرًا ما تكون مكروهة من قبل فئات أخرى من السكان، خاصة الليبراليين، والنساء في المناطق الحضرية، والشباب. أدت الإصلاحات التي نفذها الحكام السعوديون في العام 2016 إلى تقليص سلطة الشرطة الدينية السعودية بشكل كبير. انتقد الرئيس الإيراني السابق حسن روحاني الشرطة الدينية الإيرانية، ولكن الرئيس لا يملك صلاحية التحكم بها بموجب الدستور. في ولاية كانو النيجيرية، كانت الشرطة الدينية على خلاف مع قوة الشرطة المدنية. لقيت بعض الحوادث التي اعتبرت فيها الشرطة الدينية متجاوزة نطاق تكليفها، إدانة عامة واسعة النطاق.

## التاريخ
يشير مبدأ الحسبة التقليدي، المرتبط بالفرض القرآني الداعي إلى الأمر بالمعروف والنهي عن المنكر، إلى واجب المسلمين في تعزيز الاستقامة الأخلاقية والتدخل عندما يتصرف مسلم آخر على نحو خاطئ. تاريخيًا، عهد بالتنفيذ القانوني للفرض إلى موظف عمومي يدعى المحتسب (مفتش السوق)، الذي كان مكلفًا بمنع الاحتيال والإخلال بالنظام العام والمخالفات ضد الآداب العامة. اختفى هذا المنصب في العصر الحديث في كل مكان من العالم الإسلامي بما في ذلك المملكة العربية السعودية، لكن أعيد إحياؤه على يد الدولة السعودية الأولى (1745-1818) واستمر بقيامه بدوره في الدولة الثانية (1823-1887) نظرًا لأهميته في العقيدة الوهابية. في ظل الدولة السعودية الثالثة، عين أكثر أتباع ابن سعود تعصبًا كمحتسبين، لكن قساوتهم سببت صراعًا مع السكان المحليين والحجاج الأجانب. ردًا على ذلك، أُنشئت لجان في الرياض ومكة في عام 1932 لوقف تجاوزاتهم.
في سنة 1976، اتحدت اللجان في موظف مسؤول ذي رتبة وزارية، يتصرف بموجب أوامر ملكية مباشرة. ساعد هيئة الأمر بالمعروف والنهي عن المنكر متطوعون نفذوا قواعد صارمة للحجاب، وللالتزام بحضور الصلوات اليومية، والفصل بين الجنسين في الأماكن العامة. مع تنامي النفوذ الدولي للوهابية، أصبح مفهوم الحسبة بوصفه التزامًا فرديًا بمراقبة الشعائر الدينية أمرًا أكثر انتشارًا. أدى ذلك إلى ظهور ناشطين في جميع أنحاء العالم يحثون إخوانهم المسلمين على الالتزام بالشعائر الإسلامية، وقواعد اللباس، ومظاهر أخرى من الشريعة الإسلامية، مع وقوع حوادث أمنية في لندن (2013-2014) وفوبرتال، ألمانيا (2014) أسفرت عن توجيه تهم جنائية.
في إيران، نص الدستور على الحسبة بعد ثورة 1979 باعتبارها «واجبًا شموليًا وتبادليًا» يقع على عاتق الحكومة والشعب على حد سواء. تولت لجان رسمية تنفيذه إلى جانب قوات تطوعية «بسيج» أو قوات تعبئة الفقراء والمستضعفين. في أماكن أخرى، تضبط مختلف الآداب العامة المستندة إلى الشريعة على يد فرق الحسبة التابعة لولاية كانو في نيجيريا، ومن قبل شرطة الشريعة الإسلامية في إقليم آتشيه في إندونيسيا، وهيئة الأمر بالمعروف والنهي عن المنكر في قطاع غزة، وحركة طالبان خلال فترة حكمهم لأفغانستان في الفترة بين عامي 1996 و2001، وكذلك من قبل جماعات أخرى.

## التنفيذ القانوني الرسمي حسب البلد

### أفغانستان
تأسست وزارة الأمر بالمعروف والنهي عن المنكر في أفغانستان لأول مرة بموجب نظام برهان الدين رباني في عام 1992، وتبنتها حركة طالبان عند استيلائها على السلطة في عام 1996. تشكلت الهيئة لدى طالبان على غرار منظمة مماثلة لها في المملكة العربية السعودية. أغلقت عندما تمت الإطاحة بطالبان، إلا أن رئيس المحكمة العليا في أفغانستان أعادها في عام 2003. قدم نظام كرزاي مشروع قانون لتشكيل هيئة جديدة، تحت إشراف وزارة الحج والشؤون الدينية، مكرسة «للأمر بالمعروف والنهي عن المنكر». مع عودة حركة طالبان إلى السلطة في أغسطس 2001، أنشأت «هيئة الدعوة والإرشاد والأمر بالمعروف والنهي عن المنكر» واستولت على مبنى وزارة شؤون المرأة التابع للنظام القديم لاستخدامه مقرًا لها.

### إيران
شرطة الأخلاق هي الشرطة الدينية الإسلامية الرئيسية، أو شرطة الآداب ضمن قوة إنفاذ القانون في الجمهورية الإسلامية الإيرانية. أنشأت في عام 2005، لتخلف مؤسسات ذات طبيعة مماثلة لها. تتمثل مهمتها في فرض قواعد اللباس الإسلامي وقواعد السلوك في الأماكن العامة، خاصة فيما يتعلق بحجاب النساء (وأيضًا لباس بعض الرجال)، اللاتي يحسب أنهن يرتدين ملابس غير سليمة وفقًا لقواعد اللباس. فضلًا عن ذلك، تطبق الدوريات أيضًا قواعد سلوكية إسلامية في العلن، مثل منع اختلاط رجال ونساء لا تربطهم صلة قرابة دون حضور وصي من الذكور (محرم) للآخر، ومنع أنواع أخرى من السلوك غير الإسلامي. اعتبرت النساء الحضريات تلك الدوريات كارثة، خاصة في الدوائر الثرية، التي تحاول النساء فيها كسر الحواجز المفروضة على اللباس. أعرب الرئيس حسن روحاني عن معارضته دوريات التوجيه، إلا أنها لا تدخل ضمن نطاق تكليفه الدستوري.
في 16 سبتمبر 2022، ألقت دورية التوجيه القبض على مهسا أميني، سيدة إيرانية تبلغ من العمر 22 عامًا. ادعت الدورية أن مهسا كانت تعاني من قصور في القلب، وتوفيت بعد دخولها في غيبوبة بعد يومين. بينت الكدمات على ساقيها ووجهها للكثيرين أنها تعرضت للضرب، غير أن الشرطة نفت ذلك. يزعم العديد من المسؤولين الطبيين والمحتجزين الذين شهدوا اعتقالها أن مسؤولي دورية التوجيه عذبوها في مؤخرة شاحنة قبل الوصول إلى المخفر. أدى اعتقالها وموتها إلى موجة من الاحتجاجات في إيران.

## قراءة إضافية
- Cordesman، Anthony H. (2003). Saudi Arabia Enters the Twenty-first Century: The military and international security dimensions. Westport, Connecticut: Praeger Publishers. ج. 1. ISBN:978-0275980917. مؤرشف من الأصل في 2019-12-09.

## روابط خارجية
- "Sharia police block women's rally". BBC News. 19 يناير 2009. مؤرشف من الأصل في 2018-07-02.
- Simanjuntak، Hotli (8 فبراير 2010). "Sharia police: who are they?". ذا جاكرتا بوست. مؤرشف من الأصل في 2018-07-02.
- Mahamud، Faiza (13 أبريل 2017). "Minneapolis Muslims protest 'sharia' vigilante in Cedar-Riverside area". ستار تربين. مؤرشف من الأصل في 2019-11-19.